# 落語協会分裂騒動
落語協会分裂騒動（らくごきょうかいぶんれつそうどう）とは、1978年に、日本の江戸落語の落語家の団体・落語協会において、当時の会長柳家小さん（5代目）らが行った真打大量昇進に対して、前会長で最高顧問の三遊亭圓生（6代目）がこれに反発する形で落語協会を脱退し、新団体の落語三遊協会を設立した事件である。

## 事件の序章
1965年から1972年まで落語協会会長を務めた三遊亭圓生は、真打昇進に厳しい条件を課し、真打になるだけの能力があると自身が認めた者にしか昇進を認めなかった。落語協会では、本人の師匠・会長・席亭全員の承認を得た者を真打にするという建前があったが、実際には歴代の会長の専断で決められていた。ただし会長よりも香盤が上の者がいる場合には、その意向も重視された。圓生会長も、香盤が上位で、前会長で最高顧問である桂文楽（8代目）には頭が上がらない状態だった。
1972年に圓生が最高顧問に退き、後任として小さんが会長となった。小さんは三遊亭圓楽（5代目）や立川談志（7代目）などの若手を理事に登用し、さらに理事会の合議制を導入した。圓生会長の下では会長がすべてを決め、理事会に決定権はなかったが、小さん会長の下では理事会が協会の最高議決機関となり、多数決により意思決定がなされた。文楽のように前会長として院政を布くことを当然と考えていた圓生は小さん体制に不満を抱いた。
小さんが会長に就任した時点で、二つ目を10年以上勤める者が40人にまで膨れ上がっていた。そのなかには圓生の弟子、三遊亭さん生（のち川柳川柳）と三遊亭好生（のち春風亭一柳）もいた。真打になかなかなれず不満が募りつつあった二つ目の処遇が課題となり、小さんは圓楽に二つ目たちを集めて話を聞くように指示した。「真打になりたい」という希望が多かったことから、圓楽は小さんに多数の二つ目の同時昇進を進言した。
これを受けて、1973年の3月と9月に10人ずつ、合計20人を真打に昇進させることが理事会に提案された。圓生は「安易に真打昇進させるべきでない」と主張して反対したが、理事会の賛成多数で大量昇進が可決された。

## 背景
落語家としての圓生は、古今亭志ん生（5代目）や桂文楽などと並び、20世紀を代表する名人の一人である。また他の落語家に先駆けて膨大な量の落語を録音するなど、落語の近代化や古典落語の記録に果たした役割も大きかったが、一方でその人柄については生前から評価の分かれている部分で、他の落語家らとの人間関係は必ずしも良いものではなかったとされている。
当時の会長の小さんは「真打は（一人前の落語家としての）スタートライン」と考えており、長い間二つ目のままでいる落語家は真打にしてやればよい、昇進したら、あとは売れるも売れないも自己責任という考え方であった。それに対して圓生は「真打は落語家としてのゴールである」と考え、実力が劣る者は真打に昇進させるべきでなく、二つ目のままずっと据え置いて構わないと考えていた。圓生について弟子の圓楽は「芸のこととなると、信じられないほど冷酷無惨になる」と評している。しかし当の圓生本人にしても、19歳で真打になった時点では芸の評価は低く、養父の5代目圓生の口添えで昇進したと周囲に受け取られており、自分と他人とで昇進の基準が違う、真打昇進後に大きく成長する者もいるのだからもっと寛大になるべきだといった批判があった。
真打昇進に関する圓生の立場と小さんの立場は、かつては両立不可能なものではなかった。落語協会では第二次世界大戦終戦後から1970年頃までは、「年に一人か二人」という真打昇進ペースで、実力優先で抜擢人事を行いつつ、芸の拙い者でも「親孝行者だから」「よく師匠の世話をするから」といった理由をつけて数年遅れで昇進させる仕組みになっていた。例えば古今亭圓菊（2代目）は「『病気の志ん生をおぶって世話して、お情けで真打になった"オンブ真打"だ』と陰口を叩かれた」と自ら語っている。第二次世界大戦前には二つ目のままで終わる落語家もいたものの、戦後に関しては「真打になれない者はただの一人もいなかった」と三遊亭圓丈は述べている。しかし入門者が増えて落語家自体の人数が多くなったため、小さんが会長になった1970年代には従来の仕組みが破綻してしまい、圓生の理想通りに「死ぬまで真打になれない者を大量に発生させる」か、小さん執行部の方針通りに「まとめて大量に真打昇進させる」かの二者択一を迫られていた。
また、圓生は、古典落語・新作落語の別を問わず人気先行で芸を磨くことを怠る芸人を嫌い「草花は綺麗だが1年で枯れるしそればかりでは花壇になってしまう。日本庭園の松の木のようなしっかり磨いた芸を育てなければ」と語っていた。芸を磨くことに不熱心だと圓生自身が判断した落語家たちを徹底的に否定し、会長時代は冷遇していた。のちに分裂騒動が勃発した際には、この圓生の態度が主に新作を演ずる落語家たちの身の振り方の選択に影響を与えることになった。
なお、晩年の圓生は正月興行のトリを除いてほとんど寄席に出演しなくなっていたため、席亭との関係も疎遠となっており、特に会長に就任してからはその傾向が顕著だった。そのことが、新団体の処遇を巡る席亭の会議で、東京都にある4つの落語定席（新宿末廣亭、浅草演芸ホール、鈴本演芸場、池袋演芸場）のすべてが、末廣亭の席亭・北村銀太郎の意見に従うかたちで圓生の新協会設立に反対する遠因になった。

## 事件の勃発
理事会の決定で1973年に20人の真打昇進を行ったあと、1974年から1978年の春までに真打昇進した落語家は6名しかおらず、落語協会では再び二つ目の落語家が滞留しつつあった。そこで会長の小さんと常任理事の三遊亭圓歌（3代目）、三遊亭金馬（4代目、のち2代目金翁）、春風亭柳朝（5代目）は、1978年5月8日の落語協会定例理事会で、同年秋に10名を真打昇進させることを提案した。6年前の理事会で20名の昇進を決めた時と同様、最高顧問の圓生は「安易に昇進させるべきでない」と反対したが、またも賛成多数で可決された。
すると圓生は、上記の常任理事3名を解任し、若手の理事3名（圓楽・談志・古今亭志ん朝（3代目））を常任理事に昇格させるよう要求した。いずれも圓生派である。しかし会長の小さんは、圓楽ら3名の登用は認めたものの圓歌ら3名の解任は拒否し、常任理事を3名から6名に増やすことで対応しようとした。
圓生はその日のうちに落語協会脱退を決意した。圓生は自分だけやめてフリーランスになるつもりであったが、圓楽は「師匠が（協会を）やめるなら私もやめます」と言い、圓生の決意を談志と志ん朝に伝えた。談志はかねてから第3の団体を設立し、落語協会、落語芸術協会と新団体で1カ月のうち10日ずつ寄席を担当するというプランを持っており、圓楽もそれに賛同していた。談志と圓楽は、圓生の脱退を絶好の機会だと考え、圓生の同意をとりつけ、志ん朝も誘って新団体設立に動き始めた。
圓生は5月12日に惣領弟子の圓楽を除く弟子たちを集め、落語協会を脱退することを伝えた。しかし、この時点では、一部の弟子にしか新団体のことを知らせておらず、圓生が単独で脱退し、弟子たちは落語協会に全員残留し、真打になっていない者と特に希望する者は圓楽の弟子となるようにと伝えていた。一門全員で脱退して新団体を設立するという話が圓生門下の全員に知らされたのは3日後の5月15日のことであった。このような秘密主義は、それでなくとも好き嫌いに応じて弟子への処遇を使い分けてきた圓生のかねてからの態度とも相まって、弟子たちに「師匠から信用されていないのではないか」「自分だけが実状を知らされていないのではないか」という動揺と混乱をもたらし、一門のなかで互いに疑心暗鬼を生じさせることになった。
談志と圓楽は新協会の参加者集めに着手した。まず圓生の弟分の橘家圓蔵（7代目）を引き入れた。圓蔵自身は芸歴が長いわりには人気や人望はいまひとつの地味な落語家だったが、一番弟子が「爆笑王」の林家三平（初代）、二番弟子が「落語四天王」のひとり月の家圓鏡（のちの橘家圓蔵（8代目））であり、圓蔵が新団体に参加すれば、三平と圓鏡も参加するものと考えられた。次に色物として漫才師の春日三球・照代、奇術師の伊藤一葉、太神楽の柳家小志ん・とし松父子らに参加を呼びかけ、承諾を得た。また圓楽は桂歌丸、桂小南（2代目）ら落語芸術協会所属の噺家にも参加を呼びかけ、賛同者を増やそうと動いていた。ただし、歌丸も小南も動かず、結局、落語芸術協会からは誰も新協会に参加しなかった。一方の談志も同じ小さん一門で弟分でもあった五代目鈴々舎馬風や小さんの子息であった三代目柳家三語楼（現：六代目柳家小さん）を自派に引き込むなど、新協会への賛同者を水面下で募っていた。そして、いよいよ分裂騒動が勃発する。

## 落語三遊協会の設立
圓生の提案を否決した定例理事会が行われた16日後の5月24日に、圓生は、東京都港区の赤坂プリンスホテルで、圓楽、志ん朝、圓蔵、圓鏡とともに記者会見を開き、落語協会を脱会して、第三の団体「落語三遊協会」を設立することを発表する。圓生は、脱会して新団体設立に至った理由として「真打の乱造による落語の質の低下」を問題として挙げた。当時そうした落語の質の低下が嘆かれていただけに、圓生の訴えは落語ファンだけでなく一般人の心も掴み、小さんら落語協会執行部に対する批判が噴出した。
こうして新団体は世間の後押しを受けることに成功したが、この時点ですでに誤算続きであった。圓生は落語協会所属者の半数以上が新団体に移り、これにより寄席の席亭からも了承を得られるものと予想していたが、参加を見込んでいた金原亭馬生（10代目）一門、林家三平一門、立川談志一門などが記者会見以前に落語協会残留を決めており、また圓生の直弟子である三遊亭さん生と好生も不参加を表明していた。会見後も有力な参加者は現れず、結局「落語三遊協会」は主に圓生一門、志ん朝一門、圓蔵一門だけの団体となってしまった。
落語芸術協会は、新団体設立によって芸術協会の寄席出演機会が減らされることに強い危機感を持った。会長の桂米丸（4代目）は「これまでも馬鹿にされてきたが、今度は死活問題だ。成田の学生を連れて来てでも戦う」と息巻いた。以前にも圓生会長時代の落語協会に浅草演芸ホールの正月初席を奪われるといった被害にあっていた芸協は、組織として新団体に強く反対した。
翌5月25日、新宿末廣亭で東京の4つの寄席の席亭会議が開かれた。鈴本演芸場は新団体に賛成であったが、新宿末廣亭席亭・北村銀太郎が「一見良さそうな顔ぶれだが一握りの売れっ子と無名の若手しかおらず、層が薄い」と指摘し、圓生をはじめとする売れっ子がテレビ出演や地方興行の仕事で寄席を休んだ場合に適当な代演者がいないため、10日間の寄席興行を満足に運営できないだろうという理由で反対した。また、北村は、真打昇進に関しては、もともと小さんに近い考えを持っていた。上述の圓菊の「オンブ真打」が実現したのも、志ん生から懇請された北村の強い後押しがあったからである。各席のうち、浅草演芸ホールと池袋演芸場は新宿に白紙委任に近い状態で、新団体の側に立とうとしたのは鈴本だけだったが、北村の意見に積極的に反対することはできず、結局新団体反対に回り、席亭4名の総意として「新団体の寄席出演は認めない。席亭会議は圓生が落語協会に復帰することを勧告する」という声明が出されるに至った。これが決定打となり、圓生に吹いた追い風は、新団体設立発表から1日でやんでしまった。

## 不参加者とその事情
当時、落語三遊協会への参加を有力視されながらも、実際には参加せず、落語協会への残留を選択した落語家には、それぞれに不参加の理由・事情・思惑があった。
林家三平
師匠の橘家圓蔵が新団体に参加すればそれに従うものと見られていたが、圓生とは落語観が根本的な部分から噛み合わないため、圓生が率いる新団体に移籍しても冷遇されるだけだと判断して不参加を決めた。三平門下の当時若手真打であった林家こん平以下の弟子たちも師匠に全面的に従う形で不参加を選んだ。
分裂騒動当時二ツ目だった三遊亭楽太郎（のち三遊亭円楽（6代目））によると、圓生没後、三平は圓楽のスケジュールを調べて上野駅や東京駅のホームで待ち伏せして、落語協会に戻るようにたびたび説得していたという。

金原亭馬生
副会長のポストを提示するなどの落語協会執行部からの強い引き留め工作を受けて、自身の年齢などの要素も考慮して参加を見送った。なお、馬生門下からは古今亭志ん駒が新団体に参加している。ただし、これは実の弟である志ん朝のことを心配した馬生が、志ん駒の人柄を見込んで頼み、志ん朝のもとに送り込んだものであったと言われる。のちに志ん駒は形式的にではあるが馬生から破門され、志ん朝門下へ移籍した。
立川談志
新団体設立の発表直前になって急遽参加を取り止めた。彼はそもそも新団体設立の発案者であり、「新団体の次期会長は自分だ」という自負を持っていた。しかし、圓生は自分に心酔している志ん朝を次期会長に考えており、志ん朝自身もその気になっていて談志に譲歩しなかったため、協会への残留を決めた。「俺がいなくて三月もったらおなぐさみだ」とうそぶいたという。
三遊亭さん生・三遊亭好生
圓生自身の門下からも不参加者が出た。2番弟子のさん生（のち川柳川柳）は経緯をまったく知らされておらず、「圓生個人が脱退」という話が一転して「圓生一門を中心に新協会設立」と変わったことから圓楽に対する強い不信感を抱き、参加しなかったと自著に記している。3番弟子の好生（のち春風亭一柳）も同様に経緯を知らされておらず、新団体には参加しなかった。さん生はもっぱら新作落語や漫談を演じていたこと、好生は師匠に傾倒するあまり「圓生の影法師」と言われるほど師匠の芸風に似てしまったことが原因となり、以前から圓生に疎まれていた。両名は生え抜きの圓生門下であるにもかかわらず、真打昇進に当たっての改名で、三遊派の落語家の原則である「圓」の一字を用いた芸名の使用を許されず、弟子入りに当たって命名された「生」（圓生の偏諱）の字の入った芸名を名乗り続けざるを得なかった。また春風亭柳枝（8代目）門下から移籍した6番弟子圓窓や4番弟子圓彌に真打昇進で先を越され、5代目圓生追善興行で口上から外されるなど、徹底的に冷遇され続けていた。
このように、三平・こん平・談志・さん生・好生などが不参加を選択した経緯にはいずれも圓生の圭角のある人柄や芸に対する信念が要因として絡んでいる。北村も圓生について「芸域の広さでは当代一だったが、人間性が芸のレベルに及ばなかった」と評価している。当時の落語界のスターであった三平・談志や『笑点』へのレギュラー出演で知名度を得ていたこん平の不参加は多かれ少なかれ痛手となるもので、北村が指摘した「層が薄い」という新団体の弱点にさらに追い打ちをかけることになった。

## 圓蔵・圓鏡・志ん朝の離脱
席亭会議による声明を受けて、志ん朝と圓鏡が圓生のもとを訪れ、寄席に出られないのでは弟子の育成ができないという理由で、いっしょに落語協会に復帰しようと説得を試みた。しかし圓生はいまさら戻っては体面が保てないとして拒絶した。6月1日に再び席亭の仲介による話し合いの場がもたれ、小さんは出席したものの圓生と圓楽は出席せず、正蔵が「再び使いを出してみては」と提案したが、顔をつぶされた形の席亭側はこれ以上の仲介の労は取らないことを決めた。圓蔵一門と志ん朝一門は、小さんや席亭に詫びを入れて落語協会に戻ることになった。
小さんは当初、復帰者に対する処罰を考えていた。しかし、これを聞いた新宿末広亭の北村銀太郎が「今回の騒動は落語協会の現執行部にも責任がある。復帰組を処罰するのであれば小さん以下執行部も総辞職しないと釣り合いが取れない」と反論し、処罰なしで復帰を受け入れるべきだと主張したため、小さんもそれに従い復帰者は処罰なしとなった。
圓生の意向に背いて落語協会に残留したさん生・好生は、すでに5月17日に破門を通告されており、5月28日に強制的に芸名を返却させられた。さん生は小さんの一門に移籍し川柳川柳（かわやなぎ・せんりゅう）と名乗った。好生は正蔵の一門に客分格として移籍し春風亭一柳に改名した。正蔵から依頼されて「春風亭」の亭号を持つ芸名を与えたのは、これも新作落語のスペシャリストという事情から圓生とは折り合いのよくなかった春風亭柳橋（6代目）で、柳橋は所属団体の枠を超えて好生救済のために一役買った。

## 圓生一門のみの旗揚げと圓生の急死
6月1日、落語三遊協会はわずかに圓生と弟子の圓楽・圓窓の一門だけでの寂しい発足となった。旗揚げ公演こそ6月14日に上野本牧亭で行ったが、その後は4つの落語定席から締め出され、後援者の招きなどを中心とした公民館やホールなどでの公演・余興のみで活動することを余儀なくされた。
※当時の高座名で記載。太字は真打、＊印は前座、それ以外は二ツ目。

落語三遊協会と落語協会、さらには都内定席とは事実上関係が途絶する事となったが、1979年8月には新宿末廣亭席亭の北村銀太郎の仲介もあり、小さん・圓生・五代目圓楽・鈴本演芸場の鈴木席亭が極秘裏に会合を持ち、慶弔の席においては従来通りに関係を持つことで合意している。
その後も三遊協会の顔として圓生は休む間もなく仕事を続けたが、1979年9月3日、79歳の誕生日に千葉県習志野市の習志野文化ホールで開かれた落語三遊協会後援会発足式で、小噺「桜鯛」を口演した直後の楽屋で急性心筋梗塞を発症して倒れ、病院に搬送されたものの急死した。

## 騒動の収束
落語三遊協会は、会長圓生の死によって精神的支柱を失い事実上崩壊した。残された門下の落語家たちは落語三遊協会を正式に解散し、圓生夫人の山崎はなをはじめとする圓生遺族の口利きというかたちで、1980年2月1日付で落語協会に復帰した。こうして1年以上続いた分裂騒動は終止符が打たれた。ただし、後述するが圓楽だけは落語協会への復帰を拒絶し、一門弟子と共に独自の道を歩むことになった。
落語協会における落語三遊協会からの復帰者への表立っての制裁といえるものは、圓窓が香盤を1枚下げられたことのみであった。ただし、三遊亭旭生（のち圓龍）など圓生直門の前座・二つ目の復帰者は全て師匠のいない協会預かりの身分とされた。これは三遊派の本流である圓生一門を落語協会が事実上「解体」することを意味するもので、また、圓生の遺された弟子をすでに真打となっていた兄弟子たちが自分の弟子として引き取れないというのも、圓生一門に対する一種の制裁であった。旭生は、分裂騒動前に内定していた真打昇進と新団体設立後に改めて内定した真打昇進が騒動の一連の混乱でいずれも白紙となった。
志ん朝・圓鏡など短期間で落語協会に復帰した者たちも含めて「復帰組」はいずれも落語協会内部での発言力を大きく失うことになった。志ん朝は入門からわずか5年で真打になるなど卓越した才能で若くして頭角を表し、分裂騒動までは落語協会のホープとして遠からず協会の牽引役となることを期待されていたが、この一件以降は組織内部の政治的な動きと距離を置いて高座に専念し続け、2001年に63歳で没するまでに協会で務めた主な役職は晩年の5年間の副会長のみであった。

## 分裂騒動以後
分裂騒動後の反省から落語協会は1980年10月2日に、大量真打昇進制度に代わる新制度「真打昇進試験」を導入した。しかしある回は全員合格、ある回は過半数が不合格というように、基準は不明瞭なものであった。
このような状況の下、1983年に談志が試験制度の運用に異議を唱えて落語協会を脱会した。この年の昇進試験は受験者10名中合格者4名で、談志門下の立川談四楼、立川小談志（のち喜久亭寿楽）が不合格とされたことで、合否基準に異議を唱えたことが発端である。談志は自らを家元とする落語立川流を立ち上げ、真打・二つ目の昇進に厳格な試験制度と基準を設けるという自らの持論を実践に移した。
1987年の真打昇進試験では、三平の長男で「親の七光り」と揶揄されていた林家こぶ平（のち9代目正蔵）が合格した一方で、多数の受賞歴があり、芸を高く評価されていた古今亭志ん八（のち右朝）が不合格となった。しかし、席亭たちが結果に承服せずに落語協会に強く抗議したところ、協会側は急遽追試を行い、志ん八を合格させた。これにより真打試験は無価値となり、同年を最後に試験制度そのものが廃止された。
以後落語協会では、柳家花緑、林家たい平、柳家喬太郎、春風亭一之輔など一部の抜擢事例を除いて、香盤順に機械的な年功序列に基づいて真打昇進が行われており、現在の制度は今のところ不満なく動いている。ただし今でも真打昇進について圓生の考え方を支持する者はいる。著書で分裂騒動に際しての談志の暗躍と裏切りを強く非難している金原亭伯楽もそのひとりで、著書では小さんも手厳しい批判の対象となっている。
圓生の死後、直弟子たちが落語協会に復帰するなか、圓楽だけは落語協会に復帰しなかった。他の脱退者と同様に復帰の話はあったが、悩んだ末に「出戻りになる上、協会の実力者であった師匠が亡くなってしまっては戻っても冷や飯を食わされるのは確実」と復帰しない道を選んだ。弟子たちもこれに同調し、1980年2月1日には新団体大日本落語すみれ会を結成した。その後数回の改称を経て、五代目円楽一門会として存続している。
圓生は大量真打昇進による落語の質の低下を問題視して落語三遊協会を設立したが、円楽一門会では真打昇進の基準を入門から8年程度としており、これは落語協会や落語芸術協会で入門から真打昇進に要する平均15年のおよそ半分である。「真打は芸道を極めた者だけが到達できる最終目標であるべきで、一生真打になれずに脱落する者が大量に出ても構わない」という圓生の信念は、円楽一門会には引き継がれなかったと言える。ただし圓楽はもともと「売れる売れないは誰にも予想できない。いつまでも真打にさせなかったら大器晩成型の芸人が花咲かぬまま終わるかもしれないし、上が昇進しないと下がどんどんつかえてしまう」との考えから真打昇進については圓生と正反対の考えを持ち、小さんの立場に一定の理解を示していた。
1980年7月、圓生の3番弟子春風亭一柳は著書『噺の咄の話のはなし』を発表し、その中で圓生に対する痛烈な罵倒を記していたことから世間を驚かせた。しかし、その後一柳は精神を病み、1981年7月9日、自らの命を絶った。その悲惨な死については、兄弟子の川柳をはじめ少なからぬ者が圓生との対立などの長年の心労の蓄積が引き起こしたと見ている。
1986年4月、圓生の7番弟子三遊亭圓丈が著書『御乱心 落語協会分裂と、円生とその弟子たち』を発表、自身の置かれた視点から分裂騒動を描き、また分析している。そのなかで、首謀者は兄弟子の圓楽であるとし、圓生一門を分裂させた分裂騒動とその後の混乱の責任は、落語三遊協会の事実上の中核となる位置を独占しながらも周囲の信頼や求心力を自ら失うような行動を取り続けた圓楽にあると非難している。
2004年には金原亭馬生の惣領弟子の伯楽が、分裂騒動を題材にした著書『小説・落語協団騒動記』を出版した。ただしこの書籍では、三遊亭圓生が「山遊亭金生」、柳家小さんが「柏家貴さん」、金原亭馬生が「草原亭羊生」というように、登場人物名や団体名がすべて仮名となっている。この書籍で伯楽は、立川談志（仮名「横川禽吾」）が騒動の黒幕であったとしている。
圓生は自ら引き起こした分裂騒動で、自らの一門を空中分解に追い込んでしまった。「圓生」の名跡も、未亡人の山崎はなや衆議院議員稲葉修らの贔屓筋により「止め名」として以後誰も継がないこととされて、現在（2024年）まで圓生は空き名跡のままである。1998年からは圓生の命日にあわせて三遊亭圓窓一門と圓楽一門が共同で「6代目圓生物語」という興行を始めるなど歩み寄りが見られたが、2001年は圓楽一門が「圓生物語」をキャンセルし、単独で23回忌追善興行を行ったことから、両者の関係修復は白紙に戻った。

圓楽は圓生の名跡を自らの惣領弟子である三遊亭鳳楽に継がせたいと明言し、圓生の遺族の一部の同意を取り、圓生33回忌を目処に襲名する方向で調整していた。しかし落語協会に戻った圓生の直弟子などから「孫弟子が『圓生』の名跡を継ぐのは筋が通らない」との反発があり、圓丈が圓生襲名に名乗りを上げた。その後、さらに別の遺族が圓窓に襲名させたいと表明するなど、名跡問題は落語協会所属の圓生系の弟子、円楽一門会、さらには周辺関係者が入り乱れ対立し混迷したが、結局、この際には誰も「7代目圓生」を襲名せず収束した。
圓生死後も協会を脱退したままで活動を続ける圓楽一門の存在により、定席に出演せずホールや会館などで活動することで、東京の落語においても「フリーランスの落語家」の活動が可能であることが明らかとなった。騒動の前後から全国でホール落語が盛んになっていたことも追い風になり、むしろ定席の拘束を受けることなく全国のホールなどへ出向けるようになっていた。これが、後年の談志一門の落語協会脱退や、快楽亭ブラック（2代目）らのフリーランスの落語家の登場にも繋がっていく。

### 『ゆきどけ』と交流の復活
落語協会脱退後、前述した『御乱心』出版の影響も重なって圓楽一門と圓丈一門は袂を分かち、2010年に三遊亭楽太郎が6代目円楽の名跡を襲名してからも特段の交流はなかった。しかし、2013年の圓丈の著書『落語家の通信簿』内の円楽一門会の記述について6代目円楽から誤認の箇所があるとの指摘があり、増刷時に修正したのを機に両者で意気投合し、2014年3月より圓窓一門も含めた6代目圓生一門の合同落語会「三遊ゆきどけの会」を開催している。さらに2016年からは「三遊落語まつり」と名前を変え、年1回ペース（浅草演芸ホールでの7月の余一会として）の公式の交流が復活した。2020年の同会開催の際には同年に真打昇進を果たした三遊亭鳳笑（鳳楽門下）、三遊亭楽大（6代目円楽門下）、三遊亭丈助（圓丈門下）らのために、分裂後では初となる圓生一門合同の真打昇進披露口上が行なわれた。
2018年に前述の「御乱心」が文庫化された際には、圓丈・6代目円楽・三遊亭小遊三で当時を振り返る座談会が新たに収録されている。
また、円楽一門会が主催するお江戸両国亭の定席にも「賛助出演」という形で圓丈一門のほか、一部の落語協会所属の落語家・色物芸人も出演している。
さらに、6代目円楽が生前にプロデュースした「博多天神落語まつり」「札幌落語まつり」「江戸東京落語まつり」には毎年所属団体を問わず、多くの落語家が顔付けされているなど、こうした公式での交流にとどまらない個人同士の交流も年々増加している他、6代目円楽が2022年の1月末から脳梗塞で『笑点』を休演した際には圓丈一門から白鳥、わん丈が円楽のピンチヒッターとして『笑点』に出演した。

### 五代目円楽一門会の定席出演
五代目圓楽死後、2010年10月に円楽一門会は落語芸術協会への合流を試みたが、芸協内の理事会は反対多数で否決した。その後、6代目円楽は2017年6月に単身で落語芸術協会に「客員」の身分で加入することとなり、円楽一門会の活動と並行し、落語芸術協会の定席興行に出演することで（狭義の江戸落語の）寄席に復帰した。基本的に芸協の定席に恒常的に出演できるのは6代目円楽のみではあったものの、円楽休演時には代演としてかつて落語協会所属であった好楽をはじめとした円楽一門会所属の落語家が、芸協の定席の顔付けに加わる場合もあった。
そして同年11月以降には新宿末廣亭の席亭・真山由光の方針もあって、芸協の末廣亭での定席興行の昼夜いずれかの交互枠に円楽一門会の出演枠が設けられるようになり、その枠には七代目円楽・兼好・萬橘の3名がほぼ常時出演を果たすようになった他、この3名の代演としてだけではなく、真打昇進披露興行などの際のゲスト出演として円楽一門会所属の落語家達が芸協の定席番組に参加する機会が増加している。
一方、落語協会定席への円楽一門会員の出演は騒動以降皆無であったが、2023年2月浅草演芸ホール中席の昼の部に好楽が顔付けされ、円楽一門会へ移籍後では初、好楽自身40年ぶりに落語協会定席へ出演している。もっとも、この興行は好楽が林家彦六（8代目正蔵）門下の「林家九蔵」として協会在籍時に兄弟子であった春風亭柳朝（5代目）の33回忌追善興行と銘打たれており、柳朝の弟子である春風亭小朝が好楽の出演を提案し、特例として落語協会の承認を得ての出演となっている。

### 分裂騒動当事者達の高齢化と死去
圓生の直弟子も高齢となり、2006年に圓彌、2007年に圓好、2009年に生之助と5代目圓楽が没し、2021年には圓龍、川柳、圓丈が相次いで死去し、最後の存命者となっていた圓窓が2022年9月に死去したことで、圓生の直弟子はすべて鬼籍に入った（一時的な預かり弟子を含めれば三遊亭鳳楽（5代目圓楽門下）と三遊亭圓王（圓彌門下）が存命しているが、鳳楽は2023年より高座を引退状態になっている）。
さらに円楽一門会として、旧圓生一門間・各団体との緩衝役を担ってきた6代目円楽も2022年9月に死去したことで、本騒動の当事者の大半が鬼籍に入った。しかし、前述した落語芸術協会への円楽一門会の落語家の出演枠は円楽の3回忌を迎えた2024年10月現在も継続しているほか、三遊落語まつりも同様に継続している。
さらに、林家彦六（8代目正蔵）・5代目圓楽の弟子で円楽一門会顧問でもある三遊亭好楽は、6代目円楽の死去後に「一門会が必ず円生も円楽も誰かに継がせます。このままだと名前が死んでしまう。後輩に受け継がせるのが私たちの役目」「私の中では決まっています」と、将来的に一門会の誰かに圓生を襲名させる意向をしばしば公言している事から、今後の動向が注目されている。
結果として、円楽の名前は2025年2月に王楽が継ぐこととなった。

## 予言映画「春だドリフだ全員集合!!」
騒動の7年前、ザ・ドリフターズは映画『春だドリフだ全員集合!!』（1971年、松竹）で、この騒動を予見したかのようなストーリーを展開している。
この映画では圓生と小さんを俳優として起用していおり、特に圓生はドリフと並ぶ準主役の座を与えられてセリフの数も多い。圓生は“落語協団”幹部である大看板の落語家で、いかりや長介はその弟子の二ツ目「いかり亭長楽」役であった。小さんは同協団の会長。ラストシーンでは落語協団幹部が旅館で会合を開き、圓生が弟子いかりやの真打昇進をもちかけるが、その瞬間にいかりやと残りのドリフメンバー(荒井注、仲本工事、高木ブー、加藤茶)がテロリスト用の爆弾を持って乱入し、幹部を爆弾で吹き飛ばすというオチ。最後に圓生が、小さんに対し手をついて、「この責任を取って今日限りで落語協団を辞めます」と告げる。
この映画を再発見したのは快楽亭ブラックであった。ブラックの指摘を受け、2007年にシネマアートン下北沢の落語映画特集の一本として当作が取り上げられた。
ビデオはVHSカセットで松竹ホームビデオから発売されているほか、BS・CSで放送されることもある。